# John Myung
John Ro Myung (Chicago, 24 gennaio 1967) è un bassista statunitense, noto per la sua militanza nel gruppo progressive metal Dream Theater, del quale è membro fondatore.

## Biografia
Nato a Chicago da genitori coreani ma cresciuto a New York, Myung ebbe le sue prime esperienze musicali studiando il violino all'età di cinque anni, ma molto presto scoprì qual era la musica che veramente desiderava suonare ascoltando un disco dopo l'altro di Chris Squire, Steve Harris, Geddy Lee, Yes, Iron Maiden, Rush. Dopo essersi trasferito a Long Island, Myung perse l'interesse per il violino e all'età di 15 anni decise di passare al basso elettrico.
Dopo aver continuato gli studi in ambito musicale, John insieme all'amico John Petrucci decise di iscriversi al Berklee College of Music di Boston. In quel periodo anche Mike Portnoy era con loro a Boston e dalla loro amicizia nacquero i primordi dei Majesty che, prima della pubblicazione del primo album, divennero i Dream Theater. Attualmente, Myung è l'unico componente del gruppo che risiede ancora a Long Island con la famiglia. Fra i suoi progetti solisti ricordiamo alcuni album con i The Jelly Jam e i Platypus, con Derek Sherinian, Ty Tabor e Rod Morgenstein.

## Strumentazione

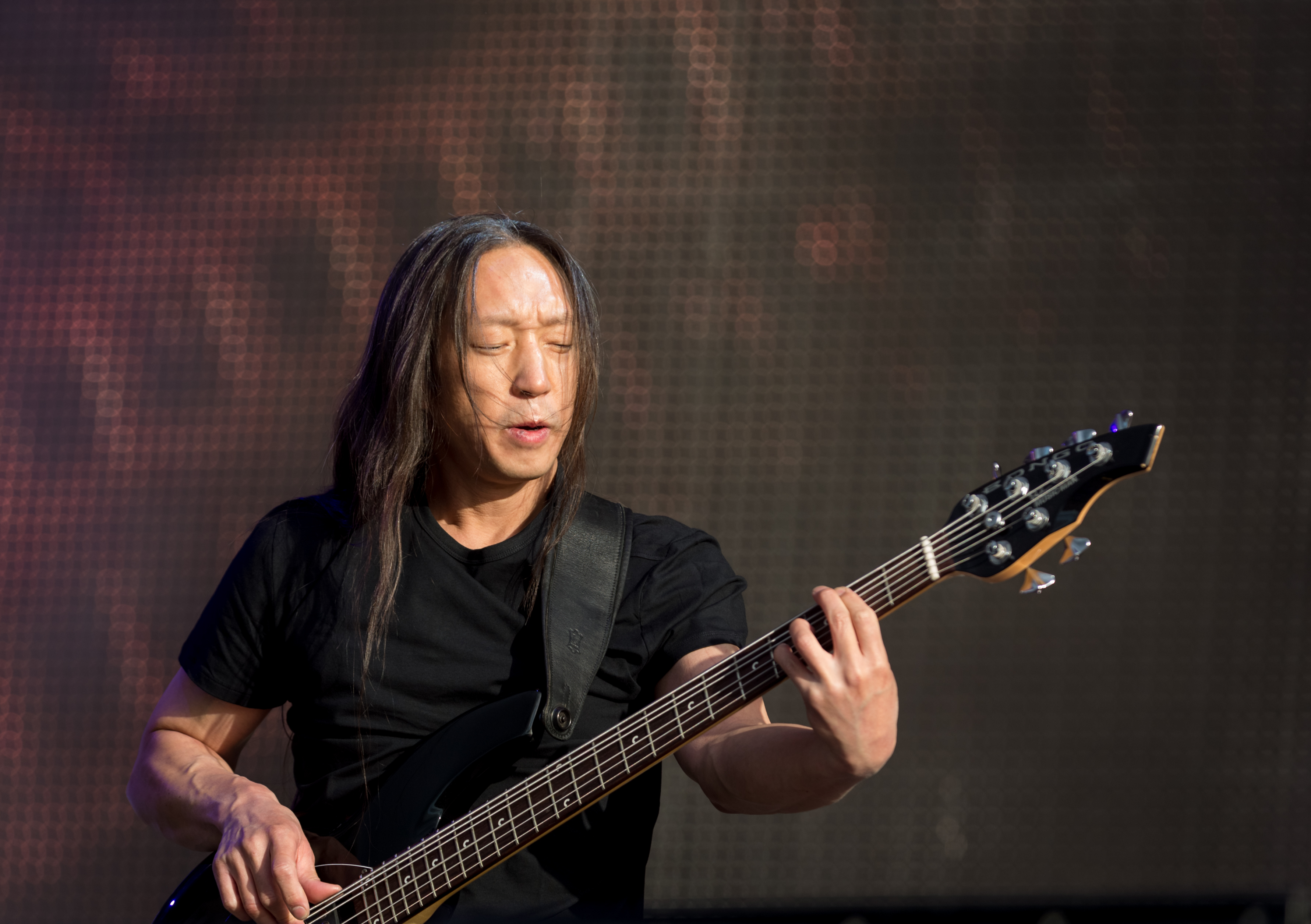
John Myung al Wacken Open Air 2015

Nella sua carriera, Myung ha utilizzato molti tipi di bassi, principalmente a 6 corde. Il suo primo basso è un Memphis, una copia del famoso Fender Precision, ma lo ha cambiato rapidamente con un Fender Jazz Bass color salmone, come si può vedere in vari bootleg del periodo Majesty.
Con l'album di debutto dei Dream Theater, When Dream and Day Unite, Myung cominciò ad utilizzare un Ernie Ball/MusicMan Stingray pesantemente modificato a 4 corde, così come il suo Fender Jazz Bass; nei concerti, Myung attaccava uno dei suoi due bassi a due amplificatori, uno con un segnale pulito, l'altro invece con un segnale distorto, come accadeva con Geddy Lee e Chris Squire. Nella registrazione del secondo album Images and Words, Myung utilizzò uno Spector NS2, mentre per il tour di supporto all'album, Myung preferì utilizzare vari Tobias "basic" a 6 corde. John continuò ad utilizzare questi bassi fino alla fine del tour di Images and Words e "Music in Progress".
Per l'album Awake, Myung cominciò ad utilizzare bassi Tung, prodotti da Nicholas Tung, ex liutaio della Tobias. Myung possedette tre degli ultimi 100 bassi costruiti da Nicholas Tung, inoltre li utilizzò anche nel relativo tour di Awake, per quello in supporto all'EP A Change of Seasons e nel suo DVD istruttivo, Progressive Bass Concepts. Come amplificazione utilizzo vari Mesa Boogie strategy 400 e Mesa Boogie bass 400+. Dopo che la compagnia Tung smise la produzione dei loro bassi, Myung cominciò ad utilizzare vari bassi della Yamaha, principalmente TRB e John Patitucci signature.
In quel periodo Myung ebbe anche il suo primo signature della Yamaha: lo RBX6JM con il quale registro l'album Falling into Infinity e il concept Metropolis Pt. 2: Scenes from a Memory insieme ai relativi tour e DVD. Myung utilizzava un modello blu o rosso, a seconda del fatto che i concerti si svolgessero in America o in Europa. Nel doppio album Six Degrees of Inner Turbulence venne utilizzato anche un Hamer a 8 corde (per il brano Blind Faith) così come un Ernieball/Music Man Stingray a 5 corde, anche se nel tour del disco continuò ad utilizzare il suo signature della Yamaha.
Nel 2002 John Myung sviluppò lo RBXJM2, caratterizzato dalla presenza di un humbucker; i colori erano un grigio chiaro metallizzato "inca silver", oppure un fucsia scuro "plum purple". A differenza del primo RBX6JM al 12° tasto al posto del simbolo dell'infinito, si trovava uno yin-yang. Il basso venne utilizzato per registrare gli album Train of Thought e Octavarium, per i tour dei relativi album e per il festival "Gigantour" organizzato dal leader dei Megadeth Dave Mustaine.
Durante le registrazione di Systematic Chaos, Myung utilizzò un Music Man bongo a 5 corde, di colore egyptian smoke, mentre nel Chaos in Motion tour utilizzò lo stesso basso, ma nel suo colore signature "inca silver". Nel frattempo la Music Man cominciò a produrre vari prototipi del Bongo Bass a 6 corde, di cui Myung usufruì nel tour Chaos in Motion; questo veniva utilizzato esclusivamente per suonare i brani che richiedevano la presenza delle sei corde. Grazie a Myung il Music Man Bongo 6 corde è attualmente entrato in produzione in pianta stabile.
Oltre al basso, Myung ha utilizzato anche un Chapman Stick a 12 corde per la registrazione di New Millennium, brano d'apertura dell'album Falling into Infinity (1997). Lo strumento è stato utilizzato anche durante le sessioni di registrazione di Metropolis Pt. 2: Scenes from a Memory, precisamente per il brano Home (come spiegato dal gruppo nel commento audio del DVD Metropolis 2000: Scenes from New York). Tuttavia, lo strumento non è stato utilizzato nella registrazione finale del disco. Il bassista ha utilizzato un basso fretless nei brani Peruvian Skies e Through Her Eyes: durante i tour relativi ai rispettivi album, lo utilizzò anche per eseguire dal vivo in concerto i due brani. Durante il tour di Awake, Myung impiegò inoltre una chitarra acustica per il brano The Silent Man, appoggiata ad un sostegno, in modo da consentire a Myung di imbracciare contemporaneamente il basso e passare facilmente da uno strumento all'altro.

## Vita privata
È sposato dal 1999 con Lisa Martens Pace, bassista delle Meanstreak, gruppo del quale fanno parte anche Rena Sands e Marlene Portnoy, mogli rispettivamente di John Petrucci e Mike Portnoy.

## Personalità
A differenza degli altri componenti dei Dream Theater, John Myung si è sempre distinto per i suoi comportamenti estremamente pacati. Nei vari DVD pubblicati dal gruppo, difficilmente lo si vede intervenire davanti alla telecamera o partecipare ai momenti che i musicisti vivono al di fuori del palco. Inoltre sono pochissimi i momenti in cui lo si sente parlare, al punto che il bassista, nel corso degli anni, si è guadagnato l'appellativo di "The Silent Man" (derivato dall'omonimo brano) dal resto del gruppo e dai fan stessi. In realtà è possibile sentire la sua voce nei commenti dei DVD e nel suo video didattico, oltre anche a dimostrarsi di essere una persona molto disponibile al dialogo con i fan durante gli after show.
Durante i concerti, i movimenti di Myung e le sue interazioni col pubblico sono estremamente limitati. I pochi momenti in cui Myung abbandona la sua postazione si hanno quando raggiunge il centro del palco per eseguire sezioni all'unisono con John Petrucci oppure durante il suo assolo di basso in Metropolis–Part I: "The Miracle and the Sleeper". Nel corso del tour di supporto al nono album Systematic Chaos, durante l'esecuzione di Surrounded, era possibile vedere Myung che andava a sedersi di fianco a Mike Portnoy, il quale fingeva stupore nel trovare il bassista dietro la batteria. Tuttavia, negli anni novanta (in particolare nel VHS Images and Words: Live in Tokyo e in Awake Live in Japan 95) l'atteggiamento di Myung sul palco era molto più incisivo rispetto agli anni successivi, con il bassista che faceva oscillare i suoi lunghi capelli davanti allo strumento, per poi farli finire dietro la schiena con un veloce scatto della testa.
Un ulteriore fatto curioso relativo alla sua personalità si scoprì durante un concerto tenuto dal gruppo in Germania il 31 ottobre 2002, in cui Myung placcò letteralmente il cantante James LaBrie tra lo stupore dei presenti come se fosse un giocatore di football americano. Nel suo diario di tour, il tastierista Jordan Rudess lasciò intendere che questo gesto particolare fosse l'oggetto di una scommessa, secondo cui Myung non avrebbe avuto il coraggio di eseguire questa mossa. Da quel giorno, il gruppo sconsiglia a tutti di sfidare Myung a compiere gesti sconsiderati, in quanto perderebbero la scommessa.
John Myung è anche famoso per la devozione con cui si dedica alla pratica del basso. In particolare, l'ex-tastierista dei Dream Theater, Derek Sherinian affermò che Myung è l'unico musicista da lui conosciuto che si «raffredda» dopo un concerto. Nel suo forum, il chitarrista John Petrucci affermò che ai tempi in cui era studente al Berklee College of Music lui e Myung erano soliti fare pratica almeno sei ore al giorno.

Riguardo al contributo compositivo, Myung ha anche scritto i testi di almeno una canzone per disco, a partire da Images and Words (1992) fino a Metropolis Pt. 2: Scenes from a Memory (1999). Dalla pubblicazione di quest'ultimo album fino a quella di A Dramatic Turn of Events (2011) Myung non ha più contribuito alla stesura dei testi. Il motivo di ciò fu spiegato dall'allora batterista Mike Portnoy in una chat:

## Discografia

### Con i Dream Theater
- 1989 – When Dream and Day Unite
- 1992 – Images and Words
- 1994 – Awake
- 1997 – Falling into Infinity
- 1999 – Metropolis Pt. 2: Scenes from a Memory
- 2002 – Six Degrees of Inner Turbulence
- 2003 – Train of Thought
- 2005 – Octavarium
- 2007 – Systematic Chaos
- 2009 – Black Clouds & Silver Linings
- 2011 – A Dramatic Turn of Events
- 2013 – Dream Theater
- 2016 – The Astonishing
- 2019 – Distance over Time
- 2021 – A View from the Top of the World

### Con i Platypus
- 1999 – When Pus Comes to Shove
- 2000 – Ice Cycles

### Con i Gordian Knot
- 2000 – Gordian Knot

### Con i The Jelly Jam
- 2002 – The Jelly Jam
- 2004 – The Jelly Jam 2
- 2011 – Shall We Descend
- 2016 – Profit

### Con gli Explorers Club
- 2002 – Raising the Mammoth